# Polanica Zdrój (gromada)
Polanica Zdrój (od lat 1960. gromada Polanica-Zdrój) – dawna gromada, czyli najmniejsza jednostka podziału terytorialnego Polskiej Rzeczypospolitej Ludowej w latach 1954–1972.
Gromady, z gromadzkimi radami narodowymi (GRN) jako organami władzy najniższego stopnia na wsi, funkcjonowały od reformy reorganizującej administrację wiejską przeprowadzonej jesienią 1954 do momentu ich zniesienia z dniem 1 stycznia 1973, tym samym wypierając organizację gminną w latach 1954–1972.
Gromadę Polanica Zdrój z siedzibą GRN w mieście Polanicy Zdroju (nie wchodzącym w skład gromady) utworzono – jako jedną z 8759 gromad na obszarze Polski – w powiecie kłodzkim w woj. wrocławskim, na mocy uchwały nr 17/54 WRN we Wrocławiu z dnia 2 października 1954. W skład jednostki weszły obszary dotychczasowych gromad Nowy Wielisław, Stary Wielisław i Sokołówka ze zniesionej gminy Polanica Zdrój w tymże powiecie. Dla gromady ustalono liczebność 27 członków w gromadzkiej rady narodowej.
1 lipca 1968 do gromady Polanica Zdrój włączono obszar zniesionej gromady Szalejów Górny w tymże powiecie.
Gromada przetrwała do końca 1972 roku, czyli do kolejnej reformy gminnej.